# Condado de Madison (Carolina del Norte)
El condado de Madison (en inglés: Madison County, North Carolina), fundado en 1851, es uno de los 100 condados del estado estadounidense de Carolina del Norte. En el año 2000 tenía una población de 19 635 habitantes con densidad poblacional de 5 personas por km². La sede del condado es Marshall.

## Historia
El condado fue formado en 1851 a partir de piezas del Condado de Buncombe y Condado de Yancey. Su nombre es por James Madison, (1809-1817).

## Geografía
Según la Oficina del Censo, el condado tiene un área total de 1171 km² (452,1 mi²), de la cual 1163 km² (449 mi²) es tierra y 13 km² (5 mi²) es agua.

### Municipios
El condado se divide en doce municipios:
Municipio 1 en Norte Marshall, Municipio 1 en Sur Marshall, Municipio de Laurel, Municipio de Mars Hill, Municipio de Beech Glenn, Municipio de Walnut, Municipio de Hot Springs, Municipio de Ebbs Chapel, Municipio de Spring Creek, Municipio de Sandy Mush, Municipio de Grapevine y Municipio de Revere Rice Cove.
Anteriormente había dieciséis: (Marshall), (Shelton Laurel), (Bull Creek), (Middle Fork of Ivy), (West Fork of Ivy), (Sandy Mush), (Little Pine Creek), (Spring Creek), (Hot Springs), (Big Laurel), (Upper Laurel), (Big Pine Creek), (Meadow Fork of Spring Creek), (Grapevine), (Mars Hill), y (Foster Creek).

### Condados adyacentes
- Condado de Greene - norte
- Condado de Unicoi - noreste
- Condado de Yancey - este
- Condado de Buncombe - sur
- Condado de Haywood - suroeste
- Condado de Coke - noroeste

### Área Nacional Protegida
- Bosque Nacional Pisga (parte)

## Demografía
En el 2000 la renta per cápita promedia del condado era de $30 985, y el ingreso promedio para una familia era de $37 383. El ingreso per cápita para el condado era de $16 076. En 2000 los hombres tenían un ingreso per cápita de $27 950 contra $22 678 para las mujeres. Alrededor del 15.40% de la población estaba bajo el umbral de pobreza nacional.

## Lugares

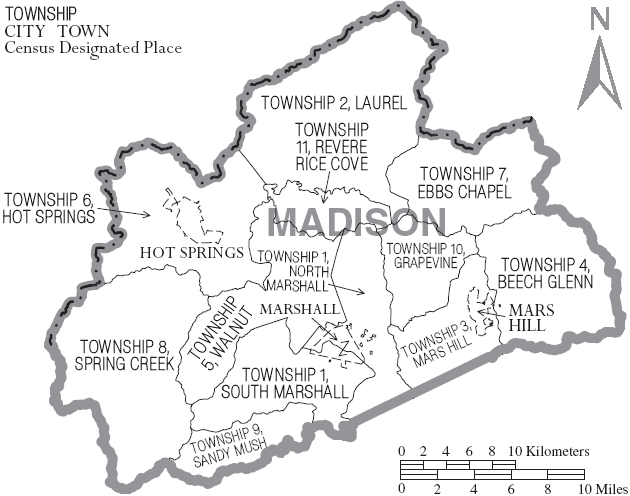
Mapa del Condado de Madison en Carolina del Norte con sus municipios

### Ciudades y pueblos
- Hot Springs
- Mars Hill
- Marshall